# Leksak

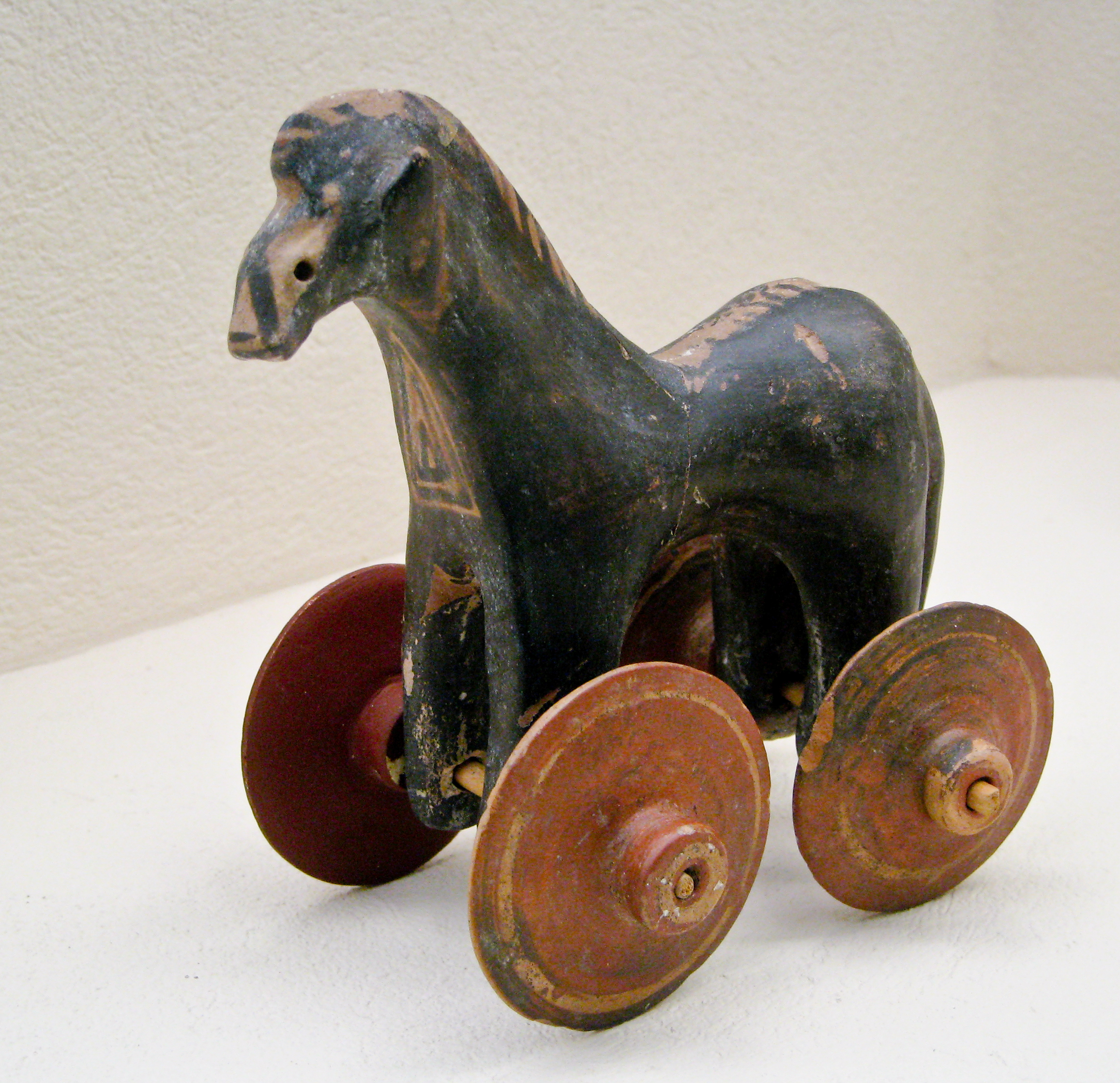
Liten häst på hjul. Leksak från antikens Grekland, från en grav daterad till 950-900 f.Kr., Kerameikos arkeologiska museum, Aten.

Leksaker, som ord först belagt i svenskan 1729, är de föremål som företrädesvis barn använder vid lek. Dessa är ofta pedagogiska. Det förekommer också som uttryck för de föremål som vuxna roar sig med, och kan i vissa fall användas som uttryck för hur människor förhåller sig till varandra.
Vissa lekforskare anser det nödvändigt att skilja på leksaker och lekobjekt (saker att leka med). Leksaker som säljs på auktion som samlarobjekt upphör inte att vara leksaker för att de hamnar på en leksakssamlares samlarhylla. Det är därför bättre att se leksaker som ting som är designade och tillverkade för lek oavsett hur de används. Lekobjekt, eller saker att leka med, kan vara vad som helst som barn leker med, t.ex. en hittad pinne. 

## Historia

### Förhistoria och Egypten
I sin ursprungliga betydelse är leksaker en allmänmänsklig företeelse med spår långt bak i tiden. De flesta unga däggdjur har observerats leka med vad de än kan finna, såväl kottar, stenar och mat. Leksaker och spel har grävts fram från flera antika civilisationer. De har omskrivits i viss av vår äldsta litteratur. Leksaker som grävts fram från Induskulturen (3 000-1 500 f.Kr.) inkluderar små kärror, visselpipor i form av fåglar, och leksaksapor som kunde glida ner för en sträng.
De tidigaste leksakerna gjordes från naturmaterial, som stenar, stickor och lera. För tusentals år sedan lekte egyptiska barn med dockor som hade peruk och rörliga lemmar som gjordes av sten, porslin och trä. I egyptiska gravar finns lämningar av leksaker i form av dockor, bollar, spel, mekaniska leksaker och förminskade husgeråd.

### Antika Grekland och Rom
Även i antikens Grekland och från det romerska riket finns lämningar av leksaker i trä och lera. I Antikens Grekland och Antikens Rom lekte barn med dockor av vax eller terrakotta, kvistar, pilar och bågar och jojo. När grekiska barn, i första hand flickor, blev tillräckligt gamla brukade de offra sina leksaker till gudarna. När de gifte sig, skulle unga flickor, ofta omkring fjorton år gamla, offra sina dockor i ett tempel eller som en rit för övergång till vuxenlivet.

### Medeltiden och senare
Från medeltiden finns väldigt få leksaker bevarade. Ett av de få leksaker som dock finns bevarade är bland annat en tennsoldat som är daterad till 1200-talet. Under 1400-talet skedde en ökning i leksakstillverkningen. Nürnberg kom då att bli en leksaksstad, med regelrätt leksaksproduktion och stor export. 1861 fanns hela 261 företag i staden enligt NE. I Sverige startades Gemla leksaksfabrik på 1860-talet (ursprungligen möbelfabrik), som den första egentliga leksaksfabriken. Följt av BRIO, Enköpings leksaksfabrik (1890), Santessonska tenngjuteriet (tillverkade i första hand andra tennföremål), C.C Olsons leksaksfabrik och så vidare.

### 1900-talet
Under världskrigens importsvårigheter på 1900-talet startade åtskilliga små svenska tillverkare sin verksamhet, men kom på 1950-talet och 1990-talet att ersättas av importerade leksaker från låglöneländer. Tyskland och Japan blev stora aktörer. Idag är de största aktörerna fattigare länder i Sydöstasien. Plasten är ett viktigt material.
När tekniken ändrades och civilisationen gick framåt, förändrades även leksakerna. Medan antika leksaker gjordes av material från naturen, som stenar, trä och gräs, görs moderna leksaker ofta från plast, tyg och syntetiska material. Antika leksaker gjordes ofta av föräldrarna och barnets familjemedlemmar som använde dem, eller av barnen själva. Moderna leksaker är istället ofta massproducerade och säljs i affärer.

## Dockor
Denna förändring av leksaker exemplifieras av de förändringar som har ägt rum i en av de äldsta och mest universala av mänskliga leksaker: dockor. De tidigaste och primitivaste dockorna var enkla träskulpturer och gräsknippen. Egyptiska dockor sattes ibland samman så att deras lemmar kunde röras realistiskt. Under 1800-talet tillverkades dockor som kunde säga "mama". Idag finns det datoriserade dockor som kan känna igen och identifiera objekt, dess ägares röst, och välja bland hundratals förprogrammerade fraser som den ska svara med. De material som leksakerna görs av har förändrats, vad de kan göra har också förändrats, men det faktum att barn fortfarande leker med leksaker har inte förändrats.

## Exempel
- Bilbana (m. leksaksbil, motsvarande med leksakståg)
- Bokmärken
- Boll
- Bultbräde
- Byggsats (ex. klossar, Kapla, Lego, Meccano)
- Docka (ex. trasdocka, Barbiedocka, Gingerdocka)
- Dockservis och dockvagn
- Flygande drake
- Gunghäst och käpphäst
- Hopprep
- Jojo
- Klippdocka
- Kramdjur (ex. nallebjörn)
- Miniatyrer (ex. dockskåp)
- Play-Doh
- Pussel
- Rockring
- Skallra
- Snurra
- Spelkula
- Sprattelgubbe
- Styltor
- Tennsoldat
- Tunnband